# Allée couverte de la Bellée

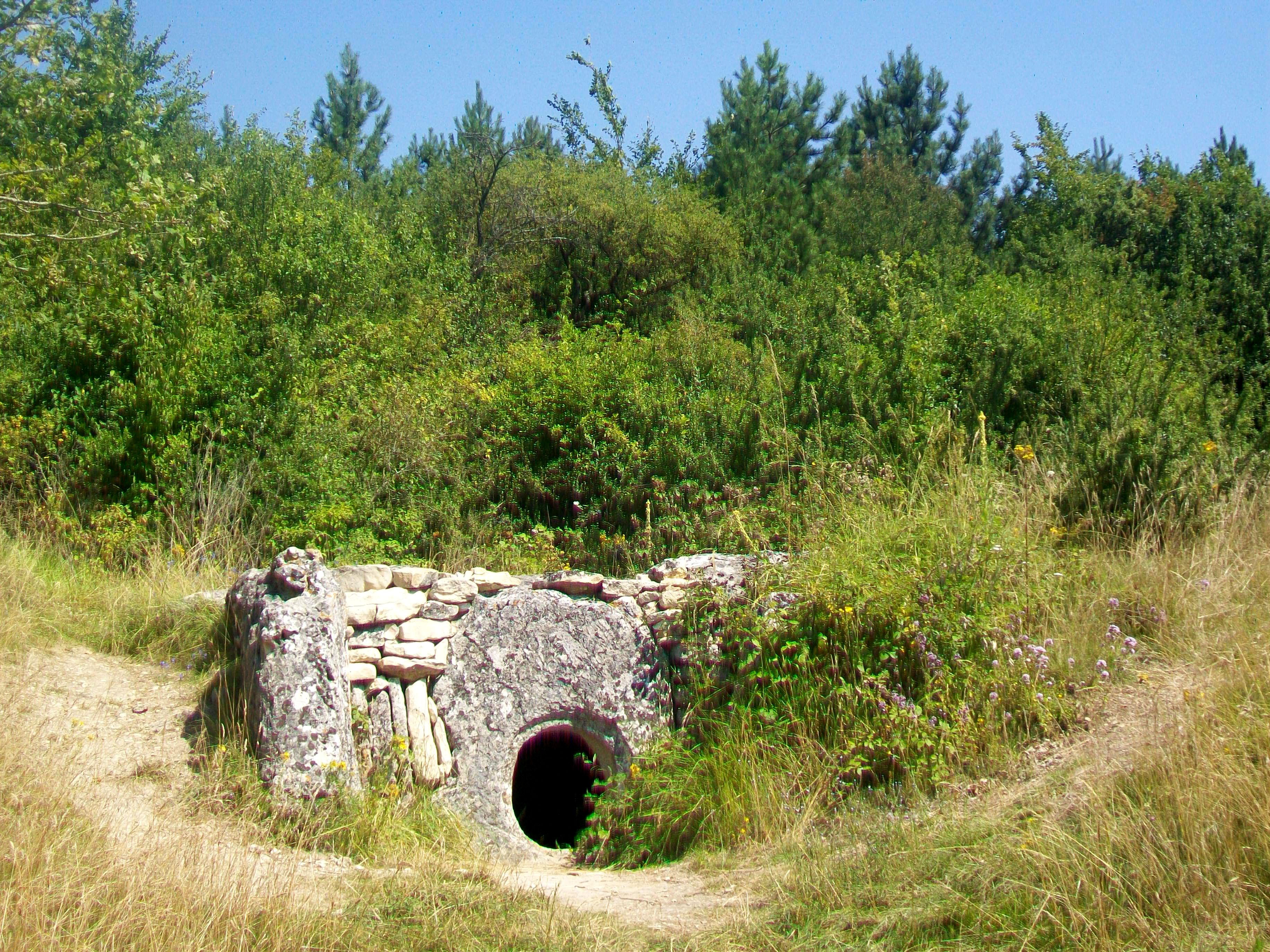
Allée couverte de la Bellée

Die Allée couverte de la Bellée (auch Allée couverte im Bois de la Bellée oder Allée couverte du bois Couturier; Bellettaie oder Bellehaye genannt) liegt nordöstlich von Boury-en-Vexin bei Gisors im Département Oise nahe der Grenze zum Département Eure in der Picardie in Frankreich. 
Das im vorderen Bereich gut erhaltene Galeriegrab befindet sich in einem privaten Wald. Erhalten sind die Reste von über einem Dutzend der teilweise umgestürzten Tragsteine und ein einzelner Deckstein über dem Zugang. Die Tragsteine sind teilweise zweilagig ausgeführt, wobei der obere Stein beidseitig überkragt, eine sehr seltene Konstruktion. Die Kammer ist etwa 10,0 Meter lang und 1,5 Meter breit.
Die Anlage ist wegen der Petroglyphe der La Déesse Mère auf der rechten Seite des Seelenloch-Zugangs bekannt. Sie besteht aus einer vierreihigen Halskette und zwei Brüsten. Dieses Motiv ist findet sich auch in den Anlagen von Crec’h Quillé bei Saint-Quay-Perros, La Maison des Feins von Tressé, Prajou-Menhir bei Trébeurden und Mougau-Bihan bei Commana.
In der Nähe der Galerie stand ein Menhir, der aber umgeworfen ist. In der Nähe lag auch die Allée couverte des Vaux-Louvets von Vaudancourt.